# Westfield (Nova Jersey)
Westfield és una població dels Estats Units a l'estat de Nova Jersey. Segons el cens del 2006 tenia 29.944 habitants.

## Demografia
Segons el cens del 2000, Westfield tenia 29.644 habitants, 10.622 habitatges, i 8.178 famílies. La densitat de població era de 1.700,7 habitants per km².
Dels 10.622 habitatges en un 40,8% hi vivien nens de menys de 18 anys, en un 68% hi vivien parelles casades, en un 7,1% dones solteres, i en un 23% no eren unitats familiars. En el 19,3% dels habitatges hi vivien persones soles el 9,4% de les quals corresponia a persones de 65 anys o més que vivien soles. El nombre mitjà de persones vivint en cada habitatge era de 2,77 i el nombre mitjà de persones que vivien en cada família era de 3,2.
Per edats la població es repartia de la següent manera: un 28,4% tenia menys de 18 anys, un 4% entre 18 i 24, un 29,6% entre 25 i 44, un 24,5% de 45 a 60 i un 13,5% 65 anys o més.
L'edat mediana era de 39 anys. Per cada 100 dones de 18 o més anys hi havia 87,4 homes.
La renda mediana per habitatge era de 98.390 $ i la renda mediana per família de 112.145 $. Els homes tenien una renda mediana de 82.420 $ mentre que les dones 45.305 $. La renda per capita de la població era de 47.187 $. Aproximadament l'1,7% de les famílies i el 2,7% de la població estaven per davall del llindar de pobresa.

## Poblacions més properes
El següent diagrama mostra les poblacions més properes.